# Christopher Birchall
Christopher Birchall (Stafford, 5 maggio 1984) è un ex calciatore trinidadiano, di ruolo centrocampista.

## Carriera
Il Port Vale è il suo primo club, al quale si unì fin dall'età di nove anni. Chris vinse il "goal of the 2005 season award" quando segnò un gol contro il Barnsley. Venne decretato "man of the match" al suo esordio con Trinidad e Tobago contro l'Alianza Lima, squadra campione del Perù.
Salvò Trinidad e Tobago contro il Bahrein durante lo spareggio di qualificazione al campionato del mondo 2006 realizzando il gol dell'1-1.
Ad agosto 2006, il Coventry City si assicura le prestazioni di Chris Birchall basate su un accordo di tre anni, prelevandolo dal Port Vale per la cifra di £325,000. Dopo alcune prestazioni con gli "Sky Blues" viene inserito nel "Football League's Team of the Week" nel novembre del 2006.